# 비구조적 프로그래밍
비구조적 프로그래밍은 하나의 연속된 덩어리에 모든 코드를 넣는 프로그래밍 패러다임이다. 대비되는 개념으로는 구조적 프로그래밍이 있는데, 이는 프로그램의 작업이 (함수나 서브루틴으로 알려진) 더 작은 부분으로 나누어 필요할 때마다 호출하는 것이다. 비구조적 프로그래밍 언어는 코드의 특정부분으로 건너뛰는 GOTO문과 같은 흐름 제어문에 의존할 수밖에 없다.
구조화되지 않은 원시 코드는 읽고 디버그하기가 매우 어렵고, 구조적인 작성을 지원하는 프로그래밍 언어에서는 추천하지 않는다. 그러나 프로그램 구조는 항상 조건문과 GOTO문을 조합하여 구현할 수 있기 때문에 구조가 모든 언어에서 필요한 것은 아니다. MS-DOS의 배치 파일과 같은 많은 스크립트 언어나 베이직이나 포트란 같이 오래된 언어에서는 여전히 사용되기도 한다. GOTO문을 쓰는 것에 수행 속도상의 이점은 없다. (실제로, 컴파일러가 최적화 할 수 있는 것들을 혼란시켜 오히려 불이익이 될 수도 있다.)
어셈블리어는 대체로 비구조적 언어인데, 기본이 되는 기계어 코드가 구조적이지 않기 때문이다. 어셈블리 언어에 있는 유일한 구조는 함수의 시작과 끝 같이 컴파일 도구에서 쓰는 것들이다.

## 같이 보기
- 스파게티 코드
- 구조적 프로그래밍 (대조)
- 프로그래밍 패러다임